# Устя (Дзержинський район)
Устя (рос. Устье) — присілок в Дзержинському районі Калузької області Російської Федерації.
Населення становить 50 осіб. Входить до складу муніципального утворення Присілок Старки.

## Історія
Від 2004 року входить до складу муніципального утворення Присілок Старки.

## Населення
| 2002 | 2010 |
| ---- | ---- |
| 50   | →50  |